# Tycherus curtus
Tycherus curtus là một loài tò vò trong họ Ichneumonidae.